# Matinées musicales
Matinées musicales, Op. 24, è una suite musicale scritta nel 1941 dal compositore britannico Benjamin Britten.

## Storia
Questa è una suite che consiste in parte di musica scritta in precedenza. Britten aveva scritto una colonna sonora per il film del 1938 di Lotte Reininger The Tocher, ma non poté usare tutto nei cinque minuti di durata del film. Le Soirées musicales furono estratte per la prima volta dalla colonna sonora del film originale e circa cinque anni dopo seguirono le Matinées musicales. C'è sicuramente una differenza; le Soirées furono scritte inizialmente come suite per orchestra, le Matinées direttamente come balletto. Lincoln Kirstein aveva assunto George Balanchine e cercò di produrre un'estensione delle Soirées per una tournée sudamericana dell'American Ballet.

## Musica
La musica si ispira alle composizioni di Gioachino Rossini allo stesso modo delle Soirées. E ancora ci sono cinque sezioni:
1. Marcia (dal Guglielmo Tell, atto 1, "Pas de six")
2. Notturno (da Soirées Musicales di Rossini, n. 10 "La pesca")
3. Valzer (da Soirées Musicales di Rossini, n. 4 "L'orgia")
4. Pantomima (da Soirées Musicales di Rossini, n. 2 "Il rimproveso")
5. Moto perpetuo (Gorgheggi e solfeggi)

La prima di Soirées musicales ebbe luogo vicino a casa (Londra), la prima esecuzione di Matinées musicales ebbe luogo il 27 giugno 1941 al Theatro Municipal (Rio de Janeiro), sotto la guida del direttore dell'orchestra del balletto Emanuel Balaban.

### Orchestrazione
- 2 flauti e 1 ottavino, 2 oboi, 2 clarinetti, 2 fagotti
- 4 corni (di cui 2 ad lib), 2 trombe, 2 tromboni, 1 trombone basso o tuba
- timpani, 2 percussionisti per: 1 rullante, tamburo tenore, grancassa, woodblock, triangolo, tamburello, 1 arpa o pianoforte, 1 celesta o pianoforte
- violini, viole, violoncelli, contrabbassi

## Discografia
La composizione ebbe un numero di registrazioni molto maggiore rispetto agli altri lavori di Britten. Gramophone consiglia la registrazione del 1956 di Adrian Boult e la London Philharmonic Orchestra pubblicata da First Hand. Richard Bonynge e la National Philharmonic Orchestra hanno registrato una versione del balletto caratteristica.